# Pisaura putiana
Pisaura putiana är en spindelart som beskrevs av Alberto Barrion och James A. Litsinger 1995. Pisaura putiana ingår i släktet Pisaura och familjen vårdnätsspindlar.
Artens utbredningsområde är Filippinerna. Inga underarter finns listade i Catalogue of Life.